# Vlag van Augsbuurt

Vlag van Augsbuurt

De vlag van Augsbuurt is de dorpsvlag van het Nederlandse dorp Augsbuurt, in de Friese gemeente Noardeast-Fryslân. De vlag werd in 1976 geregistreerd.
De dorpsvlaggen van 14 dorpen in Kollumerland en Nieuwkruisland werden in de jaren 1969/70 tot stand gekomen in overleg met de Fryske Rie foar Heraldyk en de heren Minnema, Keune en Offringa, leden van de Geakunde Commissie van Kollumerland en Nieuwkruisland In de ontwerpperiode hebben de besturen van de Plaatselijk Belang-organisaties in elk van de dorpen, de ontwerpen besproken, en goedgekeurd of verworpen, in welk laatste geval een nieuw ontwerp werd aangeboden.

## Beschrijving
De beschrijving van de vlag is als volgt:
Banen geel-rood-groen; de bovenste twee kanteelsgewijs aaneengesloten.
De kleuren zijn afkomstig van het dorpswapen.

## Symboliek
- Kantelen: symbool voor de voormalige Clantstate.[3]

Goud en groen: overgenomen uit het wapen van het Groninger geslacht Clant dat de Clantstate bewoonde en dat twee grietmannen van Kollumerland en Nieuwkruisland leverde.